# Daniel Sunjata
Daniel Sunjata Condon (Evanston, 30 de diciembre de 1971) es un actor estadounidense de cine, televisión y teatro.

## Origen
Sunjata nació en Evanston pero pasó su infancia y juventud en la ciudad de Chicago, Illinois. Es el hijo adoptivo de un operador de la policía de Chicago y una trabajadora de los derechos civiles. Tiene ascendencia irlandesa, alemana y afroamericana.
Estudió en el colegio Mount Carmel High School, en ese entonces jugó al fútbol americano como linebacker en dos equipos de fútbol del estado; posteriormente realizó sus estudios de pregrado en la Florida A&M University para después asistir a la University of Louisiana at Lafayette. En 1998 obtuvo el posgrado en Bellas Artes en la Tisch School of the Arts (Graduate Acting Program) de la New York University.

## Carrera

### Cine
| Año  | Película                            | Personaje                     | Director            |
| ---- | ----------------------------------- | ----------------------------- | ------------------- |
| 2002 | Bad Company (Malas compañías [Esp]) | Oficial Carew                 | Joel Schumacher     |
| 2004 | Melinda and Melinda                 | Billy Wheeler                 | Woody Allen         |
| 2004 | Noel                                | Marco                         | Chazz Palminteri    |
| 2004 | Brother to Brother                  | Langston Hughes               |                     |
| 2006 | The Devil Wears Prada               | James Holt                    | David Frankel       |
| 2009 | Ghosts of Girlfriends Past          | Brad                          | Mark Waters         |
| 2009 | Loose Change 9/11: An American Coup | Narrador                      |                     |
| 2010 | Weakness                            | Alejandro                     | Michael Melamedoff  |
| 2012 | One for the Money                   | Ranger                        | Julie Anne Robinson |
| 2012 | Gone                                | Sargento Powers               | Heitor Dhalia       |
| 2012 | The Dark Knight Rises               | Policía de fuerzas especiales | Christopher Nolan   |
| 2014 | Lullaby                             | Oficial Ramirez               |                     |
| 2017 | Small Town Crime                    | Detective Whitman             |                     |

### Televisión
| Año         | Programa                          | Personaje                           | Notas                          |
| ----------- | --------------------------------- | ----------------------------------- | ------------------------------ |
| 1998        | Twelfth Night or What You Will    | Valentine                           | Película de televisión         |
| 2000        | D.C.                              | Lewis Freeman                       | 7 Episodios                    |
| 2000        | Law & Order: SVU                  | CSU Burt Trevor                     | Episodio: "Remorse"            |
| 2001        | Orgullo de raza                   | Christophe Mercier                  | Película de televisión         |
| 2001        | All My Children                   | Zachary Pell                        | Episodios desconocidos         |
| 2002        | Sex and the City                  | Louis Leroy, USN                    | Episodio: "Anchors Away"       |
| 2002-2004   | Law & Order: Special Victims Unit | CSU técnico Burt Trevor             | 15 Episodios                   |
| 2003        | Ed                                | Danny Martin                        | Episodio: "The Case"           |
| 2004 - 2011 | Rescue Me                         | Franco Rivera                       | 93 Episodios                   |
| 2005        | Law & Order                       | Kenny Tremont                       | Episodio: "Mammon"             |
| 2006        | Love Monkey                       | Diego                               | 4 Episodios                    |
| 2007        | The Bronx Is Burning              | Reggie Jackson                      | 8 Episodios                    |
| 2008        | Great Performances                | Christian de Neuvillette            | Episodio: "Cyrano de Bergerac" |
| 2009        | Lie to Me                         | Andrew Jenkins                      | Episodio: "Blinded"            |
| 2010        | 30 Rock                           | Chris                               | Episodio: "College"            |
| 2010        | The Front                         | Detective Win Garano                | Película de televisión         |
| 2010 - 2011 | Grey's Anatomy                    | Enfermero Eli                       | 8 Episodios                    |
| 2012-2013   | Smash                             | Peter Gillman                       | 4 Episodios                    |
| 2013 - 2015 | Graceland                         | Paul Briggs                         | 38 Episodios                   |
| 2016        | Notorious                         | Jake Gregorian                      | 10 Episodios                   |
| 2017        | Animal Kingdom                    | Abogado criminalista de los Pitufos | Episodio: "Betrayal"           |
| 2018-2020   | Manifest                          | Danny                               | 5 Episodios                    |
| 2019        | Happy!                            | Simon                               | 3 Episodios                    |
| 2020        | Prodigal Son                      | Quinton Vosler                      | Episodio: "Internal Affairs"   |
| 2020        | #FreeRayshawn                     | Comandante SWAT Nick Álvarez        |                                |
| 2020        | The Twilight Zone                 | Detective Frank Reece               | Episodio: "The Who of You"     |
| 2020-2021   | The Stand                         | Cobb                                | 8 Episodios                    |
| 2021        | Christmas Again                   |                                     | Película de televisión         |
| 2021        | Power Book II: Ghost              | Mecca                               | Personaje principal            |
| 2024        | High Potencial                    | Detective Adam Karadec              | Personaje Principal            |

### Videojuegos
| Año  | Título           | Personaje                    | Notas |
| ---- | ---------------- | ---------------------------- | ----- |
| 2002 | TOCA Race Driver | Nick Landers / James Randall | Voz   |

## Teatro
| Año  | Título             | Personaje                   |
| ---- | ------------------ | --------------------------- |
| 1998 | Twelfth Night      | Valentine                   |
| 2003 | Take Me Out        | Darren Lemming              |
| 2007 | Cyrano de Bergerac | Christian De Neuvillette    |
| 2013 | Macbeth            | Macduff                     |
| 2014 | The Country House  | Michael Astor               |
| 2018 | Saint Joan         | Dunois, Bastardo de Orleans |

## Premios y nominaciones
| Año  | Otorga              | Premio                                                                        | Trabajo              | Resultado |
| ---- | ------------------- | ----------------------------------------------------------------------------- | -------------------- | --------- |
| 2003 | Theatre World Award |                                                                               | Take Me Out          | Ganó      |
| 2003 | Tony Award          | Mejor desempeño por un actor en una obra teatral                              | Take Me Out          | Nominado  |
| 2003 | Drama Desk Award    | Destacado Actor en una obra teatral                                           | Take Me Out          | Nominado  |
| 2007 | NAACP Image Award   | Destacado Actor en una Película de televisión, Miniserie o Especial Dramático | The Bronx is Burning | Nominado  |